# فاروا جاكوبسونية
فاروا جاكوبسونية (الاسم العلمي:Varroa jacobsoni) هي نوع من الحشرات يتبع جنس الفاروا من الفصيلة الفارواوية.
سمي هذا النوع نسبة إلى الباحث الهولندي إدوارد جاكوبسون (بالإنجليزية:Edward Jacobson) 1870-1944.